# Guadalupe (San Vicente)
Guadalupe è un comune del dipartimento di San Vicente, in El Salvador.